# Риштан
Ришта́н (узб. Rishton / Риштон) — город, административный центр Риштанского района Ферганской области Узбекистана. Один из самых древних городов Ферганской долины и Центральной Азии на Великом шёлковом пути. С давних времён известен как крупнейший в Центральной Азии центр по производству уникальной глазурованной керамики.

## География
Город Риштан расположен на юге Ферганской долины в предгорьях Алайского хребта на высоте 482 метра над уровнем моря, на правом побережье реки Сох, на границе с Республикой Кыргызстан. Расстояние до Ферганы составляет 50 км, да Коканда 40 км, до Ташкента — 270 км. Ближайшая железнодорожная станция Багдад находится в 12 км к северу от города.

## Топоним и прежние названия
Риштан является одним из самых древних поселений и культурных центров Ферганской долины и Центральной Азии. Орошаемое земледелие в этом регионе возникло не позднее V века до н. э., а первое поселение — в IV веке до н. э..
Исходя из этого, в III—II веках до н. э. отсюда пролегла одна из трасс Великого шёлкового пути. В источниках поселение известно с IV века, а название Рештон — с IX века. За долгую историю город неоднократно разрушался селевыми потоками, землетрясениями и опустошался иноземными захватчиками. Однако жители сохранили самобытный традиционный уклад жизни и народное ремесло. До VIII века название города неоднократно трансформировалось, в связи с чем существует несколько версий о его происхождении.
Название Риштан восходит от «Rоşidān» (то есть мудрые, разумные, идущие верным путем), где основа — флексия арабского корня «ruşd», а 2-й формант — персидский показатель множественного числа «ān». Рошидами обычно называли мудрецов.
Такие топонимы в Ферганской долине появились после VIII века, когда сюда переселялись арабоязычные и персоязычные мусульмане, которые образовывали свои или изменяли названия местных поселений.
В качестве примеров можно привести такие топонимы, как Араван, что восходит к Arabān (буквально — арабы), а также названия ряда небольших посёлков в окрестностях Коканда — Rapqān (от слова Rafiqān, то есть добродетельные), Ardaxşān, İrşādān и другие. Таким образом, исходя из древности города, скорее всего, нынешнее название закрепилось за ним после завоевания города арабами. В случае, если город существовал ещё до арабского вторжения, целесообразно рассмотреть название поселения с точки зрения его географического расположения, исходя из языков того времени.
По другой версии, происхождение названия города связано с древнеферганским языком, схожим с согдийским.Возможно, топоним был неразрывно связан с местными географическими особенностями, так как город расположен в предгорьях Алайского хребта на возвышенности, в укромном месте, на правой стороне реки Сох, с почвой красноватого оттенка. Так, согдийские слова означают: «Рош» — возвышенное место, «Руст» — укромное, скрытое место, «Раш» («Руш») — красная земля (по месторождению глины «хоки cypx», имеющей красноватый оттенок), «Реш» (Риш) — рана, ранение, топоформант «Митан» («Мисан») — обитель, жильё, дом
По легендам, Риштан считается одним из первых возникших поселений или городов, возможно, как цитадель или укрепление на возвышенности или холме в Ферганской долине.
В китайских летописях имеются сведения о том, что в Фергане в VIII веке вследствие нашествия тюрков Кушанское господство начало терять своё территориальное влияние. Известно, что в 627—649 годах северную Фергану завоевали тюрки и управляли ею из города Гесай (Касан), а на юге в городе Хумынь (人- — люди) правил представитель древней ирано-ферганской династии — Аляошень. В связи с тем, что издревле, кроме Риштана, на юге Ферганской долины не было других древних городов, то Хумынь является доисламским названием Риштана.
В VIII веке в Хумынь, то есть в Риштан, из города Решт прибыли и в последующем ассимилировались с местными жителями рештцы, которые присвоили городу название своей исторической родины.

В период правления двоюродного брата и зятя Пророка Мухаммада (мир ему и благословение), 4-го праведого халифа Али ибн Абу Талиба (656—661), некоторые курайшиты из рода 1-го праведного халифа (сподвижник и тесть пророка Мухаммада Абу́ Бакра ас-Сидди́ка во главе со знатью города Медины) начали переселяться на северо-восток до берегов Каспия, где на территории Гилянской долины они создают мощное государство Сеидов со столицей в городе Решт.
В VII—VIII веках после притеснения их другими племенами замечается массовое переселение заметной части арабских и иранских племён (принявшие ислам иранские народы — персы, белуджи, гилянцы, мазендеранцы, луры и другие), которые перебираются к подножиям Памира, где создают государство Мирон Замин, что означает Земля Сеидов.
Но через некоторое время основная часть племени белуджей направляется оттуда в южные регионы Афганистана, Пакистана и Ирана, а носители арабско-персидского диалекта (арабы, персы, гилянцы, мазендеранцы, луры и незначитальная часть белуджей, а также некоторые народы Памира) идут на север — в Ферганскую долину. Основная часть гилянцев, а также луры, персы и арабы оседают в первом городе на их пути, которому в последующем дали историческое название своей родины Решт — Рештон, что означает рештцы (окончание «-он» в переводе с фарси обозначает принадлежность к какому-либо региону или народу).
В связи с тем, что местное население Рештона в основном занималось гончарством, гелянцы у себя на родине — шелководством, а луры — земледелием и скотоводством, через некоторое время гелянцы и луры решают создать свои собственные поселения. Племя луров недалеко от столицы Рештон создаёт поселение с названием своей исторической родины Хуррамобад (в переводе с фарси — поселение счастья). Племя гилянцев за селением луров на луговой поляне рядом с несколькими более мелкими селениями тоже создаёт небольшое поселение. В связи с тем, что гилянцев местное население называло «моаргилони», их поселение также назвали «Моаргилон», то есть поселение жителей «Мы-из-гиляна». В данном поселении гилянцы организовали производство шёлковых тканей, чем они и занимались на исторической родине. Первоначально, гилянцы, мазендеранцы, белуджи говорили на северо-западном, луры и персы — на юго-западном, памирские народы — на юго-восточном, а местное население Ферганы — на одной из ветвей восточного иранского языка. В X веке все они перешли на фарси. Тем самым, можно сказать, что смесь арабско-персидско-гилянско-лаурско-мазендеранского и тюркского в будущем стала основой современного узбекского и таджикского языков.
Данную легенду также подтверждает захоронение в Маргилане (комплекс «Пир Сиддик»). С древних времён мазар назывался «Пир Сиддик» в честь 1-го праведного халифа, сподвижника и тестя пророка Мухаммада Абу́ Бакра ас-Сидди́ка. Мавзолей был сооружён в 1742 году на месте древнего захоронения. По преданию, мазару — 1000 лет, и там были похоронены племянники 1-го праведного халифа Шожалил ва Пошшобиби. Не исключено, что именно они являются представителями той знати города Медины, которые переселились к берегам Каспия, в последующем — в предгорья Памира, оттуда — в Ферганскую долину, где сперва поселились в Риштане, а через некоторое время с гелянцами недалеко от Риштана основали нынешний город Маргилан. Отсюда и возникает утверждение о том, что Бурхануддин ал-Маргилани ар-Рошидоний — по прямой линии потомок 1-го праведного халифа Абу́ Бакра ас-Сидди́ка.
В VII—XV веках арабы город Рештон называли Рошидон. Вероятно, они вкладывали в название города иной смысл, поскольку оно созвучно с арабским словом «Рошт» («Рушд») — правильный путь. Не исключено, что это название дано предками Шейх-уль-ислама Бурхануддин ал-Маргилани ар-Рошидоний.

Как известно, правления хазрата Абу Бакр Сиддика, Умара ибн Хаттоба, Усмана ибн Аффана и Али ибн Абу Талиба в истории ислама называются периодом «Хулафои Рошидин», то есть правлением по правильному пути.
О знаменитых риштанских урюках, о жителях, которые являются носителями персидского диалекта в контексте Маргилана, а также о том, что Бурхануддин ал-Маргилани ар-Рошидоний — уроженец селения Риштан, подтверждает основатель Империи Великих Моголов Бабур. По его данным, в XV веке население Ферганской долины состояло из тюрков и таджиков (он называл их сартами). Жителей Маргелана, Соха, Канибадама, Исфары (включая Ришдан) Бабур относил к сартам, т.е. к таджикам, а Андижана и его окрестностей — к тюркам. Из его книги «Бабу́р-наме́»:

Ещё один город — Маргинан, к западу от Андиджана, в 7 йигачах пути. Это хороший город, полный всякой благодати. Гранаты (анор) и урюк (зардолу) там обильны и хороши. Есть один сорт граната, который называют донакалан. В его сладости чувствуется легкий, приятный, кислый привкус абрикоса (зардолу). Этим гранатам можно отдать предпочтение перед семнанскими гранатами. Имеется там ещё сорт урюка (зардолу), из которого вынимают косточки, а вместо них кладут внутрь плоды ядрышки и сушат. Называют его субхани, он очень вкусный. Дичь там хорошая, белые кийики попадаются близко. Жители Маргинана — сарты (таджики), это драчливый и беспокойный народ. Обычай драться на кулаках распространён в Мавераннахре. Большинство знаменитых кулачных бойцов в Самарканде и в Бухаре — маргинанцы. Автор Хидаи — уроженец селения маргинанской области, называемого Ришдан.
Как известно, Риштан является родиной урюка. О происхождении названия урюка субхони существует много интересных легенд, и одна из них связана с уроженцем Риштана «Шейх-уль-ислама» Мавераннахра Бурхануддин ал-Маргилани ар-Рошидоний:

В XII веке риштанцы приехали в Самарканд проведать своего земляка «Шейх-уль-ислама» Мавераннахра Бурхануддин ал-Маргилани ар-Рошидоний, и в качестве подарка привезли древние сорта знаменитых риштанских урюков «Муллаханда», «Муллагадойи», «Кандак», а также один из новых сортов урюка. Попробовав новый сорт урюка, «Шейх-уль-ислам», прослезившись, трижды произнес: «Субхоналла́х, Субхоналла́х, Субхоналла́х» («Преславен Аллах», «Святой Аллах») — «Спасибо тебе, Святой Аллах, что ты даровал моим землякам такое сладкое божество». С тех пор риштанцы назвали этот сорт урюка «Субхани».
Среднеазиатский, узбекский и советский путешественник, писатель, переводчик-полиглот, историк и джадидист Исхокхон Ибрат (настоящее имя — Исхокхон Тура Джунайдулло-ходжа оглы) в своей исторической книге «История Ферганы» («Тарихи Фаргона») 1916 года относит Маргилан к древним городам Ферганы. Время основания и название города автор связывает с переселенцами из Персии и датирует 833 годом, то есть IX веком, что подтверждает легенду о прибывших в Риштан рештцев — гилянцев, персов, мазендеранцев, луров и некоторых народов Памира, которые в дальнейшем основали город Маргелан.

## Статусы
В связи с войнами и стихийными бедствиями неоднократно менялся и статус поселения. Из средневекового города к началу XX века Риштан превратился в кент, потом в кишлак. С установлением Советской власти в 1923—1929 годах вместо уездов и волостей, существовавших в Российской империи были созданы районы. До 1926 года существовала Риштанская волость. Постановлением ЦИК Узбекской ССР № 5 от 29 сентября 1926 года в составе Ферганской области Узбекистана был образован Риштанский район с административным центром в селении Юкары Риштан. В 1934 году он был переименован в кишлак Куйбышево в честь советского партийного деятеля Валериана Куйбышева. 8 мая 1958 года получил статус посёлка городского типа. Указом Президиума Верховного Совета Узбекской ССР от 24 ноября 1977 года посёлку Куйбышево было возвращено прежнее название Риштан, с одновременным присвоением статуса города.

## Население
Проведенные в последние время исследования ученых установила, что антропологический тип узбеков и таджиков был сформирован в конце I тысячелетия до новой эры в долинах среднего и нижнего течения Сайхуна и распространился к долинам Ферганы, Хорезма и Заравшана во II—III веках н. э. Древними предками этих этносов явились саки, массагеты, тохары. (по китайским источникам юэчжи). На процесс их формирования оказали влияние тюркские народности, кочевавшие из севера в Междуречье, персоязычные племена из юга Амударьи в конце I тысячелетия до н. э. и в начале I тысячелетия н. э. Существенное влияние оказали племена хионит, кидарит, эфталит в IV—V вв..
Древними жителями Ферганской долины являются различные группы сакского населения: кочевники, полукочевники и оседлые жители. Все они входили в обширную конфедерацию «саков — хаумаварга» о которых упоминаются у Геродота и в древнеперсидских надписях. Древние ферганцы точнее саки-тиграхауды (острошапочные саки) населявшие в VII—III веках до н. э. данный регион, у которых был свой древнеферганский язык предположетельно близок к согдийскому. Он отличался от согдийского языка,. несмотря на большие различия, согдийцы и ферганцы при разговоре понимали друг друга и об этом не забыли упомянуть китайские путешественники, побывавшие в Фергане II—I веков до н. э. и в VII—VIII веках.
Расовый состав Ферганской долины был разнородным, и монголоидный элемент играл сравнительно незначительную роль в антропологическом составе населявших его народов и племён. Согласно палеоантропологическим данным, основная масса населения принадлежала к брахицефальному европеоидному типу — расе среднеазиатского междуречья, иначе называемой памиро-ферганской расой. — самая восточная субраса европеоидной расы, распространенная в Средней Азии, к которой относятся в основном узбеки, таджики и (более европеоидные памирские народы).
Вместе с тем, очень слабый приток тюркских племен, который имел место в первой половине I тысячелетия н. э., позже, в VI—VIII веках Фергана включается в сферу тюркских государственных образований. Уже во второй четверти VII века местный правитель Ферганы был убит в сражении с тюрками, часть Ферганы управлялась с тех пор непосредственно тюрками. С этого периода тюркские элементы особенно интенсивно проникали на территорию Ферганы, тем самым начинается масштабный процесс значительного скачкообразного увеличения удельного веса монголоидного элемента, особенно с горных долинах, окружающих Фергану.
Этногенетические процессы в Фергане осложняются ещё и тем, что после завоевания арабами, в VIII—X веках вытеснив древнеферганский язык на её территории произошло распространение новоиранского таджикского языка. Арабские путешественники IX—X веков в своих записках указывают отсутствия вокруг г. Риштана каких либо населенных пунктов, а Сох, Аввал и др. города средневековья с множественными селениями.
Монгольское завоевание XIII века внесло большие изменения в этническую карту Средней Азии. Переселение большого количества монголов-кочевников явилось очень существенным фактором. Этнические племена — джалаиры, ойраты, барласы и др., попав в Среднюю Азию, за короткое время оказались отюреченными по языку. Произошла именно тюркизация, а не таджикизация пришельцев, объясняется тем, что по своему образу жизни и монголы ближе соприкасались с тюрками. Но сама интенсивность и быстрота процесса, несомненно, позволяет говорить об очень сильном тюркском окружении, в котором очутились пришельцы-монголы. Данный процесс имел свое продолжения в конец XV и начале XVI веков после завоевания Средней Азии Дешт-и-Кипчакскими узбеками (союз тюрко-монгольских племен) сюда переселились многочисленные даштикипчакские группы — мангыты, кунграты, найманы, дурмены, кыпчаки, уйгуры, сарайы, катаганы, кенегесы, минги, юзы, кырки, бостоны, канглы, бахрины, и др.
Вследствия этого с конца XIII века и с XVI века вокруг Риштана начался процесс образования поселения преимущественно с населением тюрко-монгольских племен, в основном отюреченными племенами южных-монголов и восточных Дашти-Кипчаков: джалаиры (с. Джалаер), ойраты (с. Уйрат), найманы (с. Найман), дурмены (с. Дурмонча), кипчаки (с. Кипчак, Дашти-Кипчак), киргизы (с. Яйилма), а также минги, юзы, кырки, сарайы, бостоны, канглы и др.
В 1882 году в волости проживало 17 970 человек (из них 4900 — в волостном центре Риштан), в 1909 году — 21 811 человек (из них 6415 — в волостном центре). Население состояло из узбеков, сартов, таджиков и киргизов и др. Количество русских по этим данным не превышало 10 человек. Таджики — основное население административного центра волости Риштан, с. Калаи-нау (Калаинов, Абдуллабоен, Хуррамабад), с. Кашкарыянъ (Кашкарён), в остальных селениях проживали преимущественно сарты, узбеки и другие различные отюреченные монгольские племена, тюркизированное персоязычное коренное населения и др..
В 1909 году Риштанская волость входила в Бачкирский участок, на территории волости проживало 21 811 челеловек. В данной таблице кроме селений Риштанской волости указаны некоторые селения Задиянъской волости которые в настоящее время входит в состав Риштанского района
сновываясь на истории основания и развития Риштана можно сделать вывод о том, что местное населения города является аборигенами Ферганской долины, из древних времен здесь проживало оседлое население, потомки саков, ферганцев и согдийцев, говорящих на одном из диалектов восточноиранской ветви языков. В последующие века одна часть оседлого населения Ферганы, ассимилируясь с согдийцами, вошла в сложившийся тогда таджикский народ, другая часть явилась одним из компонентов узбекского народа, и в итоге в начале XX века произошёл процесс перехода к самоназванию узбеки и таджики.
Риштан в конце XI века был почти полностью разрушен селевым потоком и в процессе восстановление города естественно возникли новые кварталы. С XII века по 1939 год город был двухчастичный, старый Калаи-Поён (Куйи Калъа — Нижняя Крепость) и новый Калаи-Боло (Юкори Калъа — Верхняя Крепость). Население двух крепостей составляли единое населения Риштана.
|              | 1882 | 1909 | 1926 | 1939 |
| ------------ | ---- | ---- | ---- | ---- |
| Куйи Риштан  | 2900 | 3636 | 3750 | 3823 |
| Юкори Риштан | 2000 | 2779 | 3264 | 3589 |
| Риштан       | 4900 | 6415 | 7014 | 7412 |

По количеству населения Риштан занимает пятое место в Ферганской области после Ферганы, Коканда, Маргилана и Кувы. Город поделён на 20 кварталов (махалля), где по данным на 2017 год проживают 50,2 тысячи человек. Национальный состав населения города неоднороден и включает представителей более чем 20 национальностей. Основной часть населения составляют таджики и узбеки, а также проживают русские,татары, киргизы и другие национальности.
В период арабского завоевания Ферганы в письменных источниках упоминаются только 4 города, Ахсикент, Худжанд, Узгенд, Урест, конечно в то время существовали ещё 35 больших и малых городов которые были описаны арабскими путешествиниками в IX—X веков. Однако большинство городов Ферганы археологами почти не исследовано, хотя общая площадь многих из них известно, а примерную площадь некоторых возможно определить по письменным источникам и сохранившимися руинам, к числу которых входит и Риштан.
В основном города Средней Азии как указано выше раннего средневековья и средневековья состояли из трех частей, «кухендиз», «шахристан», «рабат». Исследователи исходя из размеров каждой части площади города разработали методику примерного определения количество жителей древних городов. В VIII веке города с населением от 10 до 60 тыс. считались крупными, от 5 до 10 тыс. средними, а X веке от 35 до 150 тыс. крупным, от 5 до 25 тыс. средними, а до 5 тыс. мелкими.
К началу VIII века в Мерве проживало 80 тыс., Самарканде — 30 тыс., Бухаре — 20 тыс., Термезе — 10 тыс., Худжанде, Пенджикенте, Бинкенте (Ташкент), Кеше (Шахрисабз), Несефе (Карши), Ахсикенте, Куве, Риштане, Узгенде, Оше, Хазараспе — до 10 тыс., Баласагуне, Нисе, Таразе, Нуджикенте, Касане — до 5 тыс. жителей.
К началу X века в Мерве проживало до 150 тыс., Самарканде, Ургенче — до 110 тыс., Кияте — до 100 тыс., Бухаре — до 50 тыс., Термезе — до 35 тыс., Кеше, Несефе — до 30 тыс., Пенджикенте, Бинкенте, Ахсикенте, Куве, Оше — до 25 тыс., Узгенде, Риштане — до 20 тыс., Канде (Канибадам), Бабе (Пап), Баласагуне, Таразе — до 10 тыс., Нуджикенте, Маргинане (Маргелан), Хаваканде (Коканд) — до 5 тыс. жителей.
Исходя из происшедших исторических событий с начало новой эры и анализируя имеющие письменные источники, археологические и научные исследования, а также официальные статистические данные, можно примерно установить численность жителей древнего Риштана начиная с начало нашей эры.
|        | I век | VIII век | X век  | XII век | XVII век | 1882 | 1897 | 1909 | 1926 | 1939 | 1959 | 1970   | 1979   | 1989   | 2000   | 2017   |
| ------ | ----- | -------- | ------ | ------- | -------- | ---- | ---- | ---- | ---- | ---- | ---- | ------ | ------ | ------ | ------ | ------ |
| Риштан | 3000  | 10 000   | 20 000 | 8000    | 4500     | 4900 | 5100 | 6415 | 7014 | 7412 | 8829 | 12 517 | 19 309 | 23 706 | 33 436 | 50 200 |

## История

### Древний Риштан
Риштан расположен на предгорьях Алайского хребта и на правом побережье реки Сох, постоянно имел водный режим, что обусловило с эпохи бронзы устойчивое оседлое земледелие и привело к возникновению на этой территории в конце II тыс. до н. э. очень раннего постоянного земледельческого поселения.
Впервые под названием город Риштан встречается в арабоязычной и персидской географической литературе Абу Исхак Ибрахим ибн Мухаммад аль-Истахри, Абуль-Касим Мухаммад ан-Нисиби ибн Хаукаль, Шамсуддин Мухаммад ибн Ахмад аль-Мукаддаси, (Худуд аль-алам, и др. начиная с IX века. Эти данные изучены, переведены и опубликованы в работах академика В. В. Бартольда и др.
Многие археологические памятники в Ферганской долины в частности и Риштана в годы Советское время были уничтожены вследствие начавшей коллективизации в 30-е годы прошлого столетия. Исторические памятники Риштана, древние кладбище, руины городища с прилегающей территории растянувшего с юга на север до Большого Ферганского канала когда то противостоявшие натискам, в II до н. э. китайцев, V в. тюрков, VIII в. арабов и XIII в. войскам Чингисхана были полностью разрушены и на их месте засеян хлопчатник. В конце 1960 годов на местах древних кладбищ начались строительства 2-х этажных домов «Черемушки» хотя местные жители посещали кладбища, где упокоили их предки. Для сохранения древнего городища в начале 70-х годов вокруг оставшихся части кладбища были выставлены указательные знаки: «Территория древнего городища Риштан находится под памятно-культурной охраной государства. Здесь будут проведены археологические раскопки». Однако, в последующие годы и остальная территория памятно-культурной охраной зоны передана под строительства многоэтажных домов. Дошло до того, что под индивидуальные застройки гражданам была передана большая часть старого кладбища, на месте которой в настоящее время расположена махалля Дахбед и частично Чинигарон. Таким образом, были потеряны большая часть уникальных памятников культуры древнего Риштана, а главное, разрушения древних кладбищ окончательно разъединило людей с их древней историей с предками.
В Риштане с 1934 по 2010 года несколько раз были проведены локальные археологические исследования. В ходе проведения на северной окраины нынешнего Риштана с 1934 по 1939 год (включая период строительства Большого Ферганского канала) археологические исследования свидетельствуют о непрерывном функционирования поселения городского типа, основанное до нашей эры. В частности, при строительстве Большого Ферганского канала были найдены жилые и ремесленные кварталы городской застройки, производственные постройки, в том числе печи для обжига керамики, а также большая часть северной стороны оборонительной стены из сырцового кирпича древнего города и различные бытовые предметы, которые были датированы началом II—I вв. до н. э., и I в. нашей эры. Южнее в районе кладбища Сохиби Хидоя городища раннего средневековья (V—X вв.) Тем самым установлено, что в конце I тыс. до н. э., и в средневековья на юго-западной части Ферганской долины существовал крупный город который являлся одним из основных населенных пунктов на дороге Великого шёлкового пути, пролегавшего через Фергану.
Проведённые в 1998—1999 годах археологические исследования на северной окраине Риштана, на месте древнего кладбища «Сохиби Хидоя» и в его окрестностях выявили под двухметровым культурным слоем остатки жилых и производственных построек, в том числе печи для обжига керамики, гончарные трубами — кувуры для проточной воды, большое количество глазурованной и не глазурованной керамики, свидетельствующей о высоком уровне развития керамического производства, а также множество других керамических, бронзовых и стеклянных предметов IX—XII веков. Обнаруженные в провинциальном городе изделия из стекла и бронзы дают основание считать историкам и этнографам о том, что эти предметы не завозные, а изготавливались на месте, то есть в городе с древних времен были развиты керамические, металлообрабатывающие и стеклодувные ремёсла, а семь бронзовых кувшинов с росписями и рисунками вошли в науку как «сборник бронзовых кувшинов Риштана».
В 2010 году при очередных археологических исследованиях в махалле Дахбед были найдены остатки древней южной оборонительной стены города, со следами селевых потоков V—XI вв. нашей эры, а в махалле Минор место основных направлений и размеров разрушительных селевых потоков (Риштан из древних времен подвергался селевыми потоками).
В Риштане между мазаром Хужа Илгор и селением Кашкарян (н.в. махалля) имеется ущелье образная впадина внушительных размеров по длине и широте. На правой стороне ущелье, на склонах были могильники и издревле риштанцы называла её «гури муг», «мугмазар», «мугхона». Из поколения в поколению передавалась, что в древности в Риштане задолго до принятия религии ислама проживали муги, и в могильниках захоронены в плетенных гробах муги, предки риштанцев — огнепоклонников.
Советский археолог, доктор исторических наук, академик АН Таджикской ССР, основатель научной школы археологии в Таджикистане Литвинский, Борис Анатольевич исследовав мугские могильники (с. Ворух, Ашт) пришел к выводу и выдвинул ряд новых научных теорий об этнической истории Ферганы, в частности:

«Мугские могильники являются памятниками древнейшего населения Ферганы, относившегося к восточно — иранским племенам, основным занятием которых было скотоводство. Согласно этнографическим исследованиям, мугами называли прежде всего саков, а потом согдийцев — прямых предков таджикского народа. Муги (саки) были воинственными, храбрыми, очень сильными и трудолюбивыми, одновременно простыми, носили длинную бороду и усы. Таким образом, значительная часть населения Ферганы VII—II вв. до н. э.- это сакское население»
По результатам исследований, в установлено, что первое поселения (мугов) на данной местности возник в середине I тысячелетия до н. э. и являлся одним из первых городов древнеферганского государства Давань. Начиная с V до н. э. по V в. в Фергане наступил хозяйственный и культурный подъём, возникло много городов и поселений. В китайских источниках 201 года до н. э. упоминается сильное государства этого региона Давань. Через Давань проходил Великий Шёлковый Путь. Язык государства был близок к языку согдийских, парфийских народов. Источники сообщают, что в Давани насчитывалось до 70 больших и малых городов рассредоточенных по отдельным оазисами и многотысячное население. Однако, названы только три из них — Эрши, Ю-чэн и Гуйшань, при этом Эрши и Гуйшань названы столичными городами. В источниках нет каких-либо конкретных указаний об их месторасположении. В связи с этим, локализация их на современной карте, вызывает споры среди исследователей в течение уже достаточно длительного времени каждая группа ученых считает, что эти города: Ура-Тюбе в Таджикистан, Касан, Мингтепе (Мархамат) в Узбекистане, Ош, Узген в Киргизии.
Как известно, основателем Шелкового пути считается китайский дипломат Чжан Цянь, который открыл для китайцев страны Средней Азии, и в этом открытие колыбелью являются города и поселения Ферганской долины. Первый шелковый путь из Китая был проложен в Ферганской оазис в 121 году до н. э. во времена императора У-ди, куда первый верблюжий караван с шёлком и бронзовыми зеркалами прибыл для обмен на прекрасных Ферганских коней, а также сладкие плоды, вино и др.
Кушанское господство в Фергане кончается примерно в 627—649 гг., когда владетель Ферганы Киби был убит западнотюркским владетелем Ганьмохэду. От китайского путешественника, буддийского паломника Хой-Чао (VIII в. 726 г.), известно, что в 627—649 гг. северную Фергану завоевали тюрки из рода «шуниши», их руководитель Ашина поставил своего сына Ебочжи главой города Гесай или Хю-сюнь (Касан). В тот период Фергана переживает двоевластие, то есть на севере в городе Гесай (Касан) правил тюрк Ебочжи, а на юге в городе Хумынь представитель древнеферганской династии — Аляошень.
В книге Книга Тан. при повествовании о стране Нинюань говорится:

«После смерти (Ашина) Шуни (тюрка) сын его Ебочжи занял его место, а родственник Киби (местного, ферганского династа) Аляошень поставлен владетелем. Он жил в городе Хумынь, а Ебочжи в городе Гесай»
Однако, локализация города Хумынь неизвестна. В связи с этим делением Ферганы на две части — тюркскую и ирано-ферганскую, естественно следует Хумынь искать в южной Фергане. Не исключено, что этим городом может являться древний Риштан так как на основании вышеизложенных данных вырисовывается картина о том, что в южной части Ферганы кроме Риштана и юго-восточной части кроме Кувы не было другого крупного города, По утверждения академика В. В. Бартольда.
Российский востоковед, академик В. В. Бартольд (Сочинения. Т.I. Туркестан в эпоху монгольского нашествия).

«В период между IV и X в. Риштан был одним из крупных городов Ферганской долины»
В начале 715 года Ферганская долина была захвачена войсками Кутейбы. Несмотря, на длительную осаду Риштан не полностью не покорился арабам. Только в 739 г. после упорного сопротивления риштанцев войскам наместника Хорасана и Маверанахра Насра ибн-Сейяра, они согласились на заключения договора с условием сохранения всем жизнь, на обмен, что примут религию арабов Ислам. На, что Наср ибн-Сейяр, назвал горожан «Рошидами» то есть лицами выбравший правильный путь.
До арабского нашествия как по всей Средней Азии в Риштане главенствовала религия зороастризм с его культом огня, в центре города находился зороастрийский храм. Данный факт подтверждается сохранившийся до сегодняшнего дня в Риштане зороастрийский храмом переделанный в то время в корихону (помещение для чтецов Корана на территории мечети Ходжа Илгор). Строение с необычной по форме, купол которого напоминает остроконечную шапку саков-тиграхаудов и не имеет аналогов в Центральной Азии, что дает основание считать, что он ранее служил огненном храмом и предки риштанцев несмотря, что приняли ислам и являлись мусульманами, сохранили, а при строении сооружения заимствовали элементы древних своих обычаев и религии до исламского периода (Навруз, обряд осыпания невесты и воина сладостями, разжигание костра при входе невесты в дом жениха и др).
Как и все крупные города Средней Азии того времени Риштан имел трехчастное деление: арк (цитадель, кухендиз), шаҳристан (медина собственно город) с крепостными стенами по периметру и Рабат (предместье). Для того чтобы считать, что город был именно таким большое значение имеет сказанное арабским географом IX века, Абу Исхак Ибрахим ибн Мухаммад аль-Истахри об устройстве городов средневековой Ферганы:

«Нет Фергане города без кухендиза и укрепленной медины»
Как известно, одной из главных задач арабских завоевателей являлась распространение в этих территориях религию Ислам, а также ведение институтов управление обществом. Арабы начали строит мечети и начали формировать институт управление обществом махалля (араб. محلة‎ mahálla — «городской квартал») по всей Средней Азии. По исламским канонам махалля — определённая часть города или селения, называемая от названий архитектурных памятников или профессиональной деятельности их жителей, которые осуществляют местное самоуправление на данной территории, где своеобразным общественным, культурным и духовным центром которых является мечеть.
Одним из первых действий арабов в Риштане является строительство в конце VIII века в центре города, на месте разрушенного зороастрийского храма, одной из первых в Ферганской долине соборных мечетей. Данная мечеть с куполом возводилась способом особой кирпичной кладки, перекрывающая значительное пространства помещения, преимущественно в круглой форме, без дополнительных промежуточных опор и для риштанцев зороастрийцев являлась неспецифическим на глаз сооружением, хотя история строительство куполов началась ещё в доисторические времена и в сакральном смысле олицетворяла символ Мира — небесный свод.
Географ и путешественник Мухаммад ибн Ахмад Шамс аль-Дина аль-Мукаддаси в IX веке причисляет Риштан к городам с соборной пятничной мечетью.

«Риштан большой город окружен оборонительной стеной с двумя воротами, первые около базара возле соборной мечети, вторые около площади»
В первое время жители Риштана купольную мечеть в простонародье называли Гумбаз, в связи с чем арабы окрестность данной мечети объединили в квартал — махаллю и назвали Гумбазом, а жителей гумбазцы (гумбази).
Естественно со временем, в связи с ростом число населения все первые образовавшиеся махалли Средней Азии расширялись, за счет новых территории, вследствие чего отделенные части из них становились самостоятельными кварталами города. Именно по такому принципу происходил процесс образования новых кварталов в Риштане. Однако после катастрофического селевого потока имевший в конце XI веке, город был почти полностью разрушен. При восстановление города данный процесс активизировался, были восстановлены старые и естественно возникли новые кварталы. С этого времени Риштан был разделён на две крепости Калаи-Поён (Нижняя Крепость) и Калаи-Боло (Верхняя Крепость). От махалли Гумбаз первым отделилась в самостоятельный квартал до природного катаклизма «религиозная знать» города, в махаллю Дахбед и ремесленники гончары в махаллю Кулолон, после разрушение города мусульманские «судья — кази» в махаллю Козиён, гончары «кувшинов» в махаллю Кузагарон, гончары «фарфоров» в махаллю Кулибегон (Чиннигарон), веретенщики в махаллю Дукчион, изготовители насвая (некурительного табачного изделия) в махаллю Носгар. За пределом города всех жителей города называли риштанцами, а в городе их отличали по месту проживания махалли: Гумбазцы (Гумбази), Дахбедцы (Дахбеди), Козиёнцы (Козиёни), Кулолонцы (Кулолони), Кузагаронцы (Кузагарони), Чиннигаронцы (Чиннигарони), Дукчионцы (Дукчиони), Носгарцы (Носгари) и т. п.
Великий мыслитель Абуль-Хасан Али ибн Абу Бакр ибн Абдул-Джалил аль-Фергани аль-Маргинани ар-Рошидоний более известен как Бурхануддин аль-Маргинани ар-Рошидоний в книге «Хидоя» — «Путь истинный» указал, что родился в махалле Дахбед, в действительности в период его рождения Дахбед сформировалась как самостоятельная махалля в Риштане. Однако дед мыслителя Умара ибн-Хабиб и отец Абу Бакр ибн Абдужалил были жителями махалли Гумбаз.
В период арабского владычества Риштан быстро развивается и становится важным центром торговли и перевалочным пунктом на Великом шёлковом пути. До X века Риштан являлся одним из немногих крупных городов, центром развитого ремесла и садоводство в Ферганской долине. В ремесленных кварталах города (Кулолон, Кузагорон, Кулибегон) производились ныне знаменитые риштанские гончарные изделия, особенно славился садоводы своими знаменитыми абрикосами, грушами, гранатами и виноградом.
Риштан в географическом трактате неизвестного автора Худуд ал-‘Алам мин ал-Машрик ила-л-Магриб (Книга о пределах мира от Востока к Западу), относящиеся к первой трети IX века указаны сведения:

«Риштан (RISHTAN) густо населенный город с большим количеством возделанных земель. А первой областью Ферганы является Верхняя Нисья, поскольку через неё проходят, когда следуют в Ходженд; города этой области: Ванкет, Сох, Хоканд, Риштан. …от Ходженда до Кенда — один дневной переход, и от Кенда до Соха — один переход, и от Соха до Риштана — один переход, и от Риштана до Зендерамша — один переход, и от Зендерамша до Кубы — один переход, и от Кубы до Оша — один переход, и от Оша до Узгенда — один переход. Правильный путь таков.»
В последующих трудах арабских географов и путешественников IX—X веков описана о двух торговых путях Средней Азии, которая проходила через Фергану, где упоминают следующие города: первый путь, Худжанд (Ходжент), Баб (Пап), Фергана (Ахсикент), Куба (Кува), Уш ((Ош), Узканд (Узген), Атбаш, второй путь, Худжанд (Ходжент), Конибодом (Канибадам), Сух (Сох), Рештон (Риштан), Маргинон (Маргелан), Куба (Кува), Уш (Ош), Узканд (Узген), Атбаш. Обе дороги после Атбаша шли на перевал Терекдаван и направлялась в сторону Китая.
В городе как перевалочный пункт существовал один из крупнейших базаров Ферганской долины, на котором велась оживленная торговля, так как Риштан имел выгодное расположение на пересечении караванных путей и дорог с Востока на Запад, на стыке предгорной равнины и горных территорий, здесь проходила граница расселения оседлого и кочевого населения, что создавало очень выгодные условия для торговли и обмена. Базар служил не только местом продажи и обмена товаров, но и производства. Там в открытых помещениях работали на виду у всех проходящих, кузнецы, медники, гончары, портные, сапожники и прочие ремесленники. В центральной части базара располагался караван-сарай, в котором производилась оптовая торговля.
Возможно проводимые в будущем полевые археологические исследования, ответят на те вопросы о локализации городов государства Давань, одним из которых может будет и древний Риштан, так как ремесленные кварталы городской застройки, производственные постройки, печи для обжига керамики, оборонительные стены из сырцового кирпича II—I вв. до н. э., а также ныне живущее основное население города — потомки древних саков, париканиев памиро-ферганской расы дает основание на это..
Однако случившееся в XI веке стихийное бедствие положило конец процветанию древнего Риштана. Город был полностью уничтожен мощным селем. В связи расположением города предгорьях Алайского хребта и на правой побережий реки Сох город с незапамятных времен постоянно подвергался разрушительным селевыми потокам с Алайских гор и полноводьем реки Сох. В конце XI века город подвергся очередным, на этот раз катастрофическим, селевым потокам высотой не менее 10 м и шириной более 200 м, вследствие чего он был полностью разрушен, погибло значительное число населения.
На основание вышеизложенного предварительно можно сделать следующие выводы о периоде образования и локализации, а также названия города Риштана:
- Раннее постоянное земледельческое поселения на этой территории возникло примерно в конце II тыс. до н. э. и как в большей части Ферганы в территории Риштана жили саки-хаумаварки.
- Древний город Риштан Даваньского периода возник между III и II вв. д.э. и располагался севернее современного города между Большим Ферганским каналом и кладбищем «Сохиби Хидоя».
- К началу арабского завоевания город занимал площадь до 100 гектаров, был обнесён мощной оборонительной стеной из битой пахсы.
- Первое письменное упоминания (по китайским источникам) о Риштане целесообразно считать с VIII в. точнее с 726 года, назывался Хумынь, население города являлись древние ирано-ферганцы.
- Город постоянно подвергался разрушительными селевыми потоками с Алайских гор и полноводьем реки Сох. В XI века в город обрушился катастрофический селевой поток, вследствие чего он был почти полностью разрушен.
- Отсутствие значительных видимых руин древнего города не является доказательством того, что Риштан не был основан до нашей эры. Все сооружения древнего города находятся в геологических слоях (особенно после селевых разрушениях), которые накапливались в периоды истории и находятся они между кладбищем «Сохиби Хидоя» и Большим Ферганским каналом.

Исследования Академика В. В. Бартольда о влиянии местных причин на обращение город в село. (Сочинения. Т.I. Туркестан в эпоху монгольского нашествия)

«Бывали случаи разрушения города во время военных действий, кроме того, под влиянием местных причин город мог обратиться в село, а село в город. В Фергане Маргинан в X в. был небольшим городом, а в XII в. причислялся к „известным городам“, тогда как Риштан бывший в X в. городом более значительным, чем, Маргинан, сделался деревней в окрестностях Маргинана.»

### Риштан XII—XVI века
Несмотря, что город Риштан пришел в упадок, как городской центр, он не передвинулись на новые места, не прекратили свое существование, хотя превратились в сельский округ, однако значимым, крупным кентом на южном рубеже Ферганской долины, центром садоводства и глазуревой керамики.
При Караханидах и Хорезмшахах, пришедших на смену арабским завоевателям Риштан был восстановлен и не утратил своего значения. Он являлся крупным кентом (меньше города — больше селения) на южном рубеже Ферганской долины, центром садоводства и глазуревой керамики. В XII веке правитель Караханидов того времени Красный Арсланхан дал указание:

В 12 древних городах Мавераннахра построит пятничные мечети с минаретами, наряду с такими городами как Бухара, Андижан, Маргилан, Узген, Ходжент, Вобкент, Пайкенд и другими в Риштане была построена пятничная мечеть с минаретом.
.
Ученый этнограф А. К. Писарчик в конце 40-х годов прошлого века исследовал фундамент и нижнею часть основы минарета и по диаметру определил, что он был высотой не менее 30 метров. Население города достигло до 20 тысяч человек. В городе имелась джума-мечеть с минаретом, 4 мечети, 9 медресе, резиденция градоначальника, тюрьма, баня, ирригационная система и канализация.
При Наср ибн Али — представителя династии Караханидов, удельного правителя государства в конце Х — начале XI века (Ферганой, Худжандом, Шашем, Илаком и Усрушаной), завоевателя Мавераннахра, в монетных дворах городов Ферганы чеканились дирхамы наименованиями: Ахсикат, Ахси, Ванкат, Касан, Куба, Маргинан, Риштан, Узканд Узджанд, Уш, Фаргана, Хукянд, Канд, Чункат.
Выдающейся специалист по археологии и нумизматике средневековой Средней Азии Борис Дмитриевич Кочнев исследовав нумизматическую историю Караханидского каганата указал:

«Алиды» представлены тремя лицами. Потомки Наср ибн Али оставались в Фергане: Мухаммад ибн Наср упомянут на монетах Ахсиката (1037—1045), Кубы (ок. 1038), Маргинана (1040—1045.), Риштана (1045), Узгенда (1038—1045.), Худжанда (1045); Аббас ибн Мухаммад — на монетах Ахсиката (1037—1040.) и Касана (1043—1045)
.
Из этого видно, что Риштан входил в перчень городов Мавераннахра, с монетными дворами и возможно в будущем при проведении полевых археологических исследованиях будут найдены монеты более позднего периода.
В пригородной зоне были расположены ремесленные кварталы. Местная каландархана — общежитие дервишей-каляндаров — становится местом сосредоточия науки и литературы. В XII веке в знатном роду мусульманских законодателей Риштана в квартале Дахбед родился — великий мыслитель, ученый и философ, исламский законовед-факих, богослов, получивший при жизни титул «Фикх Имами» т.е «Имам юристов», в исламском мире титул Шейх-уль-ислам, Абуль-Хасан Али ибн Абу Бакр ибн Абдул-Джалил аль-Фергани аль-Маргинани ар-Рошидоний более известен как Бурхануддин аль-Маргинани ар-Рошидоний. Автор труда " Хидоя " — «Путь истинный», который признаётся как самый авторитетный и совершенный правовой источник. Этот энциклопедический труд до сих пор в исламском мире считается главной " Фикх "то есть исламской юриспруденции.
В этот период стремительно развиваются ремёсла, особенно гончарное производство. Благодаря наличию высококачественной глины в самом Риштане развивается особый народный промысел, известный теперь как риштанская керамика. В старинном квартале современного Риштана — махалле Чиннигарон, появляется целый город гончаров.
Риштан все время подвергался селевыми потоками и наводнениям, по этому его жители все время пытались продвинуться ближе к воде. Однако случившееся в конце XI века стихийное бедствие положило конец процветанию древнего города. Риштан был почти полностью разрушен мощным селем. Возникшее на месте города новое поселение в XIII веке было разрушено монголо-татарскими завоевателями. Ныне древний Риштан представляет собой поле (городище) на северной окраине современного города без сохраненных руин.
После разрушения города монголо-татарскими завоевателями, он пришёл в запустение. Лишь в конце XIII века на окраине древнего города появилось небольшое сельское поселение, давшее начало современному городу. Некоторым исследователи керамики считают, что после завоевательных нашествий многие риштанские гончары в XIV веке вынуждены были переселиться в Самарканд, где участвовали в грандиозных строительных проектах Амира Тимура и его потомков.
На самом деле, после переселения в середине XII в Самарканд исламский законовед-факих Бурхануддин аль-Маргинани ар-Рошидоний он для себя и своих мюридов (مريد|последователей, учеников) риштанцев и маргиланцев выбрал место для постоянного проживания в древнем пригороде Самарканда в районе «Ним-Сугуд», что в переводе с персидского означает «Половина Согдианы» и создал там поселение под названием исторической родины Дахбед. В те же временя туда также, начали переселяться жители квартала Дахбед Риштана. В XIV—XV вв. в Самарканд дахбедцы-самаркандцы вместе с гончарами квартала Дахбед Риштана то естьсвоими предками-риштанцами участвовали в оформлении грондиозных архитектурных комплексов города. С того времени улица, в Самарканде на которой жили риштанские мастера, до сих пор называется Дахбедской.

### Риштан XVI—XIX века
Исламский богослов и мистик из Средней Азии, представитель суфизма, основатель школы «Дахбедия», крупный теоретик и шейх учения Накшбанди Махдуми Аъзам (полное имя Саид Джалал ад-дин Ахмад ал-Касани ад-Дахбеди) считал богоизбранного святого Бурхануддин аль-Маргинани ар-Рошидоний своим духовным наставником. При жизни Махдуми Аъзам несколько раз посещал родину духовного наставника квартал Дахбед в Риштане. В произведении «Кандийа»: 

«Передают, что среди богоизбранных святых особо дороги и известны трое. Первый — султан Бурхан ад-дин ибн Шейх ‘Ала’ ад-дин Сагарджи. Второй — Саййид Бурхан ад-дин Килич, который был из числа потомков Имама ‘Абдаллаха и от него берет начало род ходжей Дахбеда. Третий — автор „Хидайи“ Имам Бурхан ад-дин (Маргинани) Сиддики, могила которого на кладбище Чакардиза и, по мнению которого, Хулагу был мусульманином».
.
Не сомненно в своей истории Дахбед (Самарканд) пережил трагические дни и не один раз, вследствие чего были забыты имена основоположников поселения, но спустя более 300 лет Махдуми Аъзам в знак уважания своему духовному наставнику Бурхануддину аль-Маргинани ар-Рошидоний избрал для своего постоянного место прибивания Дахбед, тем самым продолжил известность поселения последующим основав школу суфизма «Дахбедия».
А так же, поселения Дахбед в Самаркандской области является родиной предков Ахмад Шах Масуда — афганского полевого командира, министр обороны Афганистана (1992—1996). Все панджшерские таджики-узбеки считают своей исторический родиной поселение Дахбед в Самаркандской области Узбекистана. Предположительно, предки панджшерских таджиков и узбеков переселились в Панджшерское ущелье Афганистана в конце XII в. после окончательного заселения Средней Азии кочевыми тюркоязычным населением и вытеснением персоязычных и оседлых этносов.
Так как своим учением аль-Маргинани ар-Рошидоний направлял приверженцев на путь истины, истории известно, что дахбидцы были нетерпимы к несправедливости и гнету. Непокорны, горды, и не перед кем не склоняли головы. Историк и этнограф М. С. Андреев писал о таджиках, жителях долины Панджшер в Афганистане, так: «Все панджширцы состоят мюридами того или другого ишана и не „вручивших свои руки“, то есть не ставших мюридами, там не имеется».
Новый подъём города, называвшегося в то время Рушдон, начинается только в XVI веке. Местные легенды связывают его с именем бия города Ахсы Тангри-Яра Худояра II Илик-Султана, который в конце жизни перенёс свою резиденцию Рушдон. Согласно местным же легендам отсюда его потомки управляли Ферганой, пока Рустем Хаджи-Султан не перенёс политический центр Ферганской долины в Ахсы. Тем не менее Рушдон не утратил своего значения. Правителем города был назначен старший сын и предполагаемый наследник Рустема Хаджи-Султана Пазыль-Аталык. Однако новым правителем Ферганы стал его младший брат Ашур-Кул, результатом чего стала междоусобная война. В 1704 году войска последнего взяли и разрушили Рушдон. При этом и Ашур-Кул и Пазыль-Аталык пали в бою. Наследником был провозглашён сын Ашур-Кула Шахрух-бий II, который в 1709 году перенёс свою столицу в Коканд, основав таким образом Кокандское ханство.
Этнограф и исследователь Средней Азии В. П. Наливкин основываясь на сведениях Муллы-Шамси, в своём исследовательском произведении «Краткая история Кокандского ханства» Казань, 1886 г. с.55. пишет: 

После смерти Рустема Хаджи-Султана придворные провозгласили правителем Ашир-кула вместо старшего брата Пазыль-Аталыка, который ушёл в Риштан и через некоторое время поднял восстание. В 1704 году Ашур-Кул с войсками двинулся в Риштан и окружил его, но в бою был убит. Тогда войско провозгласило правителем несовершеннолетнего Шахруха и продолжило осаду. Вскоре Пазыль-Аталык тоже погиб, после чего Риштан сдался и признал верховным правителем Шахруха
 Начиная с XVIII века город Рушдон постепенно возрождается и к середине XIX века восстанавливает статус крупнейшего в регионе центра по выпуску глазурованной посуды. В начале XIX столетия гончарные изделия Рушдона пользовались высоким спросом не только в Ферганской долине, но и во всей Центральной Азии. В городе насчитывалось более 100 гончарных мастерских, в которых работало свыше 300 человек. В этот период были установлены тесные связи между ремесленниками Кокандского ханства и Восточного Туркестана. Великими мастерами своего дела были братья Абду Джалол (Усто Джалил) и Абдуджамил (Усто Кури) которые XVIII в. восстановили утраченную технику производства фаянса-чинни в Риштане . Их ученик Абдулла Кулол (1797—1872 гг.) мастер-чиннипаз по прозвищу Калли Абдулло (Плешивый) в последующим сталь великим мастером, аксакалом-Усто для всех гончаров Риштана.
В 1862 году жители кишлаков Ак-Йер, Рашидан и других, воспользовавшись объявлением в Коканде гонениями на кыргызов, напали на их селения, стали грабить и поджигать их дома. Отступающие из Коканда отряды Алимкула заметили дым пожаров и, узнав в чём дело, из чувства племенной солидарности двинулись на Саманчи и опустошили кишлаки нападавших (очевидно сартов), учинив там поголовную резню. Трупы погромщиков и их семей были брошены в реку Саманчи. В этот день из реки нельзя было пить воду.
В 70-х годах XIX века мастера из Риштана во главе с усто Абдуллой Калли принимали участие в отделке Урды — дворца Сайида Мухаммеда Худояр-хана III в Коканде. Их искусство получило высокую оценку правителя Кокандского ханства. По распоряжению Худояр-хана на фасаде южного крыла дворца почерком «куфи» была сделана надпись: 

Художник, искусство которого подобно искусству Бехзада, украсил каменные плиты
 Примерно в то же время Худояр-хан построил в Рушдоне свою резиденцию, получившую название Боги-Хан (Сад Хана). Он нередко останавливался здесь, и неизменно устраивал пир для всех гончаров города.

### В составе Российской империи и СССР
Вторая половина XIX века ознаменовалась столкновениями Кокандского ханства с Российской империей. 19 февраля 1876 года Коканд был взят войсками генерал-майора М. Д. Скобелева. Кокандское ханство было ликвидировано, и его территория была поделена между Ферганской и Сырдарьинской областями сначала Оренбургского, а позднее Туркестанского генерал-губернаторства Российской империи.
После образования в 1876 году Ферганской области, она управлялась на основании «Положения», разработанного в 1873 г. Кауфманом. В начале 1880 уезды уезды Ферганской области были укрупнены и преобразованы в пять новых уездов — Кокандский, Маргеланский, Наманганский, Андижанский и Ошский. Согласно этим документам Риштанская волость с административным центром Риштан вошла в состав Кокандского уезда.
Территория волости составляла 25 250 десятин, из которых 9633 десятин орошаемых. Граничила волость на западе с Яйпанской Кокандского уезда, на севере — с Зохидонской того же уезда, на востоке — с Алтыарыкской Маргеланского уезда и на юге — с Сохской волостью Кокандского уезда. Основные гидротехническое сооружение волости являются в виде небольших оросительных каналов — арыки: Риштон-арык, Туда-арык, Дутир-арык, Зар-арык вода к которым поступала из реки Сох.
В 1882 году в волости проживало 17 970 человек. Население состояло из сартов тюрков и таджиков, киргизов и других. Количество русских по этим данным не превышало 10 человек. Сарты-таджики — основное население административного центра волости Рошидона, сёл Хуррамабад, Кашкарен; в остальных селениях проживали преимущественно сарты различных тюркских племен.
Основным занятием населения волости было земледелие, скотоводство и ремесленничество. Земледелие велось при искусственном орошении. Основными возделываемыми культурами являлись пшеница, ячмень, рис, просо, дурра, бобовые растения и хлопчатник. Из фруктовых деревьев были распространены абрикос, груши, вишни, сливы, персик, виноград и, в особенности, тутовое дерево, использовавшееся для шелководство. Большое значение имели посевы дынь, арбузов и огурцов. В садоводчестве особое место занимало выращивание абрикосов (урюк), риштанскими садоводами ещё издревле были выведены такие сорта урюков: «Луччак», «Маҳтоби», «Хурмойи», «Қозихоний», «Козинеъматиллоҳи», «Нигорий», «Боборажаб», «Болтубойи», «Обидандон», «Субҳони», «Муллагадои», «Гадоий», «Муллаҳанди», «Мирсанжали», «Кандак», «Оқ қандак», «Исфарак» и др.
Из древних времен в Риштане существовал свой базар, на котором велась оживленная торговля, так как Риштан имел выгодное расположение на пересечении караванных путей и дорог, на стыке предгорной равнины и горных территорий, здесь проходила граница расселения оседлого и кочевого населения, что создавало очень выгодные условия для торговли и обмена. Базар служил не только местом продажи, но и производства. Там работали в открытых помещениях, на виду у всех проходящих, кузнецы, медники, гончары, портные, сапожники и прочие ремесленники. В центральной части базара располагался караван-сарай, в котором производилась оптовая торговля.
Промышленность была в основном мелкая, кустарная, основным видом ремесленничество являлось гончарство. С древних времён Рошидон известен как крупнейший в Центральной Азии центр по производству уникальной глазурованной керамики.
Этот промысел возник в Риштане с возникновением поселения. Здесь с древнейших времен была разработана уникальная технология создания керамических изделий. Гончарством занимались только в административном центре Рошидон. К началу XX века в селе насчитывалось более 80 кустарных гончарных мастерских, в которых работали 300 человек.
Развитие Риштана — Рошидона в конце XIX — начале XX веков неразрывно связано с именем сельского старосты (мингбаши) Шакирхана Мирзахидбаева, который руководил селом с 1877 по 1907 год, который за преданную и достойную службу во благо своего народа был награждён Его Императорским Величеством 3 орденами и 3 медалями Российской Империи. При нём в селе была возведена действующая и поныне мечеть Ходжа Илгор, построены медресе, ханака, несколько школ, библиотека, больница, бани, мельницы, распределительный водозабор и каменный мост. Были существенно расширены площади садов, особенно урюка, увеличились объёмы производства хлопка и зерна. Непосредственную поддержку получило гончарное производство. К началу XX века в селе насчитывалось более 80 кустарных гончарных мастерских, в которых работало 300 человек. При поддержке Ш. Мирзахидбаева изделия лучших мастеров — усто Муллы Мадамина Ахуна, усто Тохты, усто Сали и других, неоднократно выставлялись на всероссийских выставках-ярмарках, а 1900 году они успешно экспонировались на Всемирной выставке в Париже. В 1904 году на промышленной и кустарной выставке в Фергане мастер из Рошидона Баба Ходжи Мирсалим за изготовленный им глиняный самовар получил из рук военного губернатора области генерала-майора В. И. Покотило золотую медаль. Продукция риштанских гончаров вновь начала поступать во все города Средней Азии, а некоторые мастера стали открывать собственные торговые лавки на базарах Коканда, Маргилана, Андижана, Самарканда, Ташкента и других городов. В Рошидон также приезжали обменяться опытом мастера из Андижана, Канибадама, иногда из Гиждувана, Карши, Шахрисабза.
В начале XX века начался процесс цехового производства керамики, который продолжился и после установления в селе Советской власти. В 1918 году в Рошидоне была создана первая промышленная артель гончаров «Чиннигарон», которую в 1927 году переименовали в «Янги хает» (Новая жизнь). На производстве было занято 70 керамистов разной квалификации, но многие риштанские гончары ещё долго предпочитали работать самостоятельно. Однако конкурировать с промышленным производством ремесленники-кустари не могли и вынуждены были либо вступать в артель, либо закрывать свои мастерские. К 1941 году свободных художников в селе практически не осталось.
Рост промышленного производства способствовал быстрому укрупнению населённого пункта и росту численности его населения. В 1926 году селе Риштан стало административным центром новообразованного Риштанского района. В 1934 году район первым в области выполнил план по сбору хлопка. Поздравить тружеников в Риштан приехали член Политбюро ЦК ВКП(б), первый Заместитель председателя СНК СССР и председатель Комиссии советского контроля при СНК СССР В. В. Ку́йбышев, 1-й секретарь ЦК КП(б) Узбекистана А. И. Икрамов и первый заместитель председателя СНК Узбекской ССР А. И. Исламов. После торжественного собрания «по просьбе трудящихся» село Риштан было переименовано в посёлок городского типа Куйбышево.
В годы Советской власти городском посёлке был построен первый в Средней Азии керамический завод, птицефабрика, ткацкая и мебельная фабрики, хлебокомбинат, кирпичный завод, деревообрабатывающий комбинат, торговый центр, дом бытового обслуживание, аптека, поликлиника, кинотеатр, школы, многоэтажные жилые дома, реконструированы колхозный рынок, центральная больница и другие объекты. При строительстве Большого Ферганского канала 1939 году более 12 тысяч риштанцев ударно работали на выделенном им 12-километровом участке.
В годы Великой Отечественной войны на фронт ушло более 13 тысяч жителей посёлка, из них только в первые дни войны добровольцами вступили в Красную Армию более 6 тысяч человек. Более 5500 риштанцев не вернулись с полей сражений. Многие фронтовики были награждены боевыми орденами и медалями, а двум жителям района М. Топвалдыеву и Т. Ахмедову присвоено высокое звание Герой Советского Союза. В самые тяжёлые годы войны риштанцы приняли 3 тысячи семей эвакуированных. Для помощи блокадному Ленинграду жители посёлка собрали более 6 тонн сухофруктов, 3 тонны зерна, большое количество одежды и около 200 тысяч рублей.
24 ноября 1977 года Указом Президиума Верховного Совета Узбекской ССР посёлку городского типа Куйбышево было возвращено его историческое название Риштан и одновременно присвоен статус города.

### В составе независимого Узбекистана
В настоящее время в городе действуют такие крупные промышленные предприятия как АО «Риштон текс», хлопкоочистительный завод «Риштон пахта тозалаш заводи» (АО), Фарфоровый завод «SIMAX F+Z» (ООО), совместное предприятие «Азия Пайинтс Керамик», узбекско-российское СП «Демос-Леда», узбекско-турецкое СП «FAYZOKROTEX», узбекско-российское СП «РусУзбектекс», кирпичный завод, хлебокомбинат. Очень развит частный сектор, многие горожане имеют статус юридического лица и занимаются малым и средним бизнесом, в частности, более 1000 индивидуальных керамических мастерских. В Риштане расположены филиалы банков ОАКБ «Хамкорбанк», «Агробанк», «Миллий банк», «Халк Банки».
В городе 9 средних образовательных школ (из них одна русскоязычная), 10 дошкольных учреждений, лицей-гимназия, медицинские и промышленные колледжи, музыкальная школа, центральная библиотека имени Мирзаабдуллы Бакий Насреддинова, 2 клубных учреждения, 2 кинотеатра.
Чайхана это производное слово от китайского «чай» и персидского «хана» — дом, помещение является популярным местом общественного питания в Риштане из древних времен. Риштан можно смело отнести лидером среди районов Узбекистана по количеству чайханы так как только по трассе Фергана- Коканд которая пролегает через центр города есть более 40 чайхан, где готовится излюбленное блюдо риштанцев плов, из знаменитого риса Чунгара. А также в последнее время стали популярными заведения для проведения свадеб и церемоний (местное название «тўйхона»).
Транспорт:
- Железнодорожная станция Багдад (Серево) 12 км на линии Андижан-Ташкент
- Международный аэропорт Фергана 45 км

## Культура
Риштан является одним из культурных центров Ферганской долины. Уроженцами города были такие деятели культуры, как поэт, литературовед, переводчик, поклонник восточной поэзии и литературы, особенно Навои, Бедиля, член-корреспондент АН Узбекистана Мирзаабдулла Бакий Насреддинов который дружил с известными поэтами и мыслителями своего времени как Мукими, Фурката, Мухаййира, Завкий, Нодим Намангоний, Рожий Маргилоний, Рожий Хукандий.
Бакий перевёл с персидского на узбекский язык произведения-касиду Алишера Навои «Туҳфатул-афкор». В 1941 году входил в состав оргкомитета по проведению юбилейных торжеств 500-летия со дня рождения поэта, мыслителя и государственного деятеля Алишера Навои.
У истоков советского узбекского и таджиского театра и кино были риштанцы Хамраев Эргаш, Сарымсакова Лютфи, Касымов Мухаммеджан. На выбор профессии этими актёрами большое влияние оказало выступления в 20-х годах в Риштане передвижной театральной труппы Хамзы Хакимзаде Ниязи, показами пьес «Бай и батрак», «Проделки Майсары» и «Тайны паранджи».
Одним из основателей узбекского кино, кинодраматургом, режиссёром, сценаристом и одним из первых исполнителей главных ролей в узбек фильмах является Хамраев Эргаш. «Юксалиш-Подъем» Йулдаш, «Ажойиб иш-Необыкновенное дело» Эргаш, «Рамазон-Рамазан» Темур, «Йигит-Парень» Пулат.
Сын Хамраева Эргаша Хамраев, Али Иргашалиевич пошёл по стопам отца, став режиссёром и сценаристом, снял известные фильмы Где ты, моя Зульфия?, «Красные пески», «Чрезвычайный комиссар», Седьмая пуля, «Человек уходит за птицами», «Жаркое лето в Кабуле», «Невеста из Вуадиля» и др.
Актриса театра и кино, народная артистка СССРСарымсакова Лютфи «Лютфиханум» создала глубокие образы матерей, борющихся за счастье своих детей, в театре Кумуш хола «Два коммуниста», Айсара «Гульсара», Киме «Нурхон», в кино «Клятва» — мать Азима, «Асаль» — мать Асаль, «На зов вождя» — мать Рустама, «Священная кровь» — мать Юлчи, Об этом говорит вся махалля — Мехрихон, «Встречи и расставания» — мать Хафиза, и самый красивий образ Фатима опа в фильме Ты не сирота тем самом прославила на вес узбекистан слова «Ая» (мама по ферганский).
Актёр театра и кино, театральный режиссёр, народный артист СССР Касымов Мухаммеджан. В 30-годы обучался у великих мастеров театра и кино, таджикских Хамида Махмудова, Миркарима Саидова, узбекских Сафии Туйчибаевой, Фатхуллы Умарова. С 1931 в труппе Таджикского театра им. Лахути (Душанбе). Лучшие роли в театре Салих-бай («Бай и батрак»), Городничий («Ревизор»), Отелло («Отелло»), Лир («Король Лир»), снимался в фильмах Застава в горах, Дохунда, Знамя кузнеца, Как велит сердце и др.
Актёр театра и кино, режиссёр, педагог, заслуженный артист Российской Федерации, народный артист Республики Башкортостан Шамсутдинов, Хамит Мухамадеевич . Его роли в кинематографе (фильмы «Всадник на золотом коне», «Емельян Пугачев», «Возвращение чувств» и «Муса Муртазин») вошли в золотой фонд киноискусства Узбекистана, Башкортостана и России.

## «Главная гончарная мастерская» Центральной Азии
В Риштане с древнейших времен была разработана уникальная технология создания керамических изделий. Традиции искусства керамики многих соседних керамических центров, к концу XX столетия были почти полностью утрачены, но в Риштане (в этом его феномен) промысел развивался, на протяжении тысячу лет сохранив свою стилистическую целостность. Ни в одном из керамических центров Средней Азии нет такого разнообразия форм изделий, как в Риштане.
Эта уникальная голубая глазурь «ишкор» изготавливается вручную изо естественных минеральных пигментов и растений ясеня. Изделия изготовлены из красной глины, которую добывают исключительно здесь. Из поколения в поколение профессионала передают секреты своего опытного мастерства. Огромные блюда - «лаганы», глубокая чашечка «коса», кувшины для воды, контейнеры для молока, украшенные глазурью «ишкор» незабываемых голубоватых и ультрамариновых цветов, прославили Риштан и его мастеров на многочисленных интернациональных выставках. Они украшают экспозиции многих музеев мира и частных коллекций.
Основатель глазурованной керамической школы и руководитель братства и первый аксакал гончаров Риштана являлся великий мастер гончар Хасан Кулол ар-Рошидоний который жил в IX веке в махалле «Кулолон». Мастер прожил долгую жизнь и при жизни был признан Усто (мастером) Пири (перс. (پیر — старец), после смерти на месте могилы Хасан Кулол ар-Рошидоний — Усто Пири была построена мечеть его имени «Хасан Кулол», которая существовала до XIX века.
Учеными собраны сведения о мастерах начиная середины XIX — начала XX века, а также сведения о современных риштанских мастерах. Всего в Риштане в настоящее время работает свыше 1000 керамистов из которых белее 100 владеют всеми процессами — технологиями гончарного ремесла и являются мастерами-керамистами — усто (учитель).
Наследники Хасана Кулола ар-Рошидоний — Усто Пири, Абду Джалола (Усто Джалила), Абду Джамила (Усто Кури), Абдулло Кулола (Кали Абдулло), Усто Абдул Косыма Балтабая, Усто Мулла Мадамина Ахуна, Усто Бой Ниязмат, Усто Салима, Усто Бача Сали, Усто Якуба, Усто Абдусаттара, Усто Баба Мирсалима, Усто Узака, Усто Мазаира, Усто Холмата, Усто Маякуба, Усто Мусы, Усто Комилова и других, сохраняя память своих предков из поколения в поколение передают их драгоценное наследство, созданные ими дивные орнаменты и формы знаменитой на весь мир риштанской керамики.
Основной творческий костяк мастеров Риштана, нацеленных на создание высокохудожественных изделий, объединился в Риштанское отделение Ассоциации народных мастеров Узбекистана «Хунарманд» (Искусный ремесленник). Сегодня в ассоциации более 130 мастеров, из них 40-50 -постоянные участники выставок и ярмарок. Председателем риштанского отделения избран Алишер Назиров. В среде мастеров Риштана, как и в любом коллективе, есть свои лидеры, такими сегодня в Риштане считают, Шарофиддина Юсупова, Алишера Назирова, Рустама Усманова, Ашурали Юлдашева, Кимсанбойа Абдукадирова, Набиджона Кодирова, Гафурджона Бабаджонова, Кимсанбойа Ганиджонова, Алижона Исакова, Музаффара Саидова, Махмуда Азизова, Ганиджона Элибоева, Юлдашали Эргашева, Нимадали Эргашева, Мухамадали Тоджалиева, Исмоилжона Камилова, Закиржона Юлдашеав, Комилжона Косимова, Мавсума Мамаджонова, а также из молодых Фирдавса Юсупова, Саида Ахмедова, Ильдара и Ильнура Мурсакаева и других.
Произведения риштанских мастеров входят в коллекции Государственного музея искусств Узбекистана, Дирекции художественных выставок Академии художеств Узбекистана, Ферганского областного краеведческого музея, Музея искусств народов Востока в Москве, Музея этнографии в Санкт-Петербурге, Государственного Эрмитажа, Музея керамики Асакура-сан в Комацу Япония и другие зарубежные собрания.

## Достопримечательности
- Городище древнего Риштана на территории действующего кладбища «Сохиби Хидоя», где расположена символическая гробница Бурхониддина ал- Маргилоний ар- Рошидоний, возведённая в конце XII века.
- Действующая мечеть Ходжа Илгор, возведённая в XIX веке на месте одноимённого древнего кладбища. На её территории сохранилась единственная в Средней Азии древняя конусообразная корихона, созданная в конце VIII века.
- Тошкелинчак.
- Хазрати Хизир.
- Хужа Рушнойи.
- Гончарный музей-мастерская Ш. Юсупова, Р. Усманова, А. Назирова, С.Ахмедова, Равшана Тожиддинова, "Мингбоши керамик" и других.
- Негосударственный Музей "Истории керамики Риштана".

## Города-побратимы
- Исмаиллы. Азербайджан. (2018)[76].
- Майдзуру. Япония. (2019).
- Круглянский район Беларусь. (2019).
- Дерута Италия. (2021).
- Изник Турция. (2022)
- Кутахья Турция. (2023)
- Бат Транг Вьетнам. (2025)